# André d'Ailleboust
Pour les articles homonymes, voir d'Ailleboust.
André d'Ailleboust est un marchand français né au XVIe siècle, économe de l'abbaye de Saint-Martin d'Autun, dont la famille a des liens étroits avec la ville d'Autun, où il est mort entre 1594 et 1602.

## Biographie
Cinquième enfant du médecin autunois Pierre d'Ailleboust, qui sera le médecin ordinaire de François Ier de France et de son épouse Pérette de Séez, il a pour aînés :
- Ferrine ou Perrine, épouse de Jean de Montrambault, avocat à Autun ;
- Jean l'Aîné, chanoine à Autun ;
- Charles d'Ailleboust, évêque d'Autun de 1572 à 1585 ;
- Anatole, chanoine d'Autun, ainsi que Hugues qui naît après lui.

Ces six là sont tous  de la religion catholique apostolique et romaine. Les deux derniers Jean d'Ailleboust, est un médecin calviniste qui exerce successivement à Auxerre et à Sens, et qui devient le médecin du roi Henri III.[pas clair] Françoise épouse Jean Lalemant, médecin à Autun, célèbre pour ses ouvrages de mathématiques.
Son commerce est florissant, il s'occupe de l'économat de l'abbaye de Saint-Martin d'Autun. Lors du sac de l'abbaye, le 29 juin 1570, par les troupes de l'amiral Gaspard II de Coligny, il y perdra la totalité de son mobilier.
Il a épousé Odette Rolet, la fille de Guillemette Michelet et d'Hugues Rolet, un homme avec lequel il est en affaires et qui fut greffier au bailliage d'Autun en 1515, notaire en 1517, maître forestier et contrôleur du grenier à sel d'Autun en 1523, échevin de la ville de 1523 à 1536, puis maire de 1540 à 1541, seigneur d'Aigrevault. Il offre à celle-ci pour ses noces un joyau d'une valeur de 30 écus d'or. Elle lui donnera au moins trois enfants :
- Jeanne-Antoinette, qui épousa Antoine Pigenat, par contrat du 1er janvier 1574 ;
- Pierre, qui sera chanoine d'Autun en 1576 ;
- Antoine d'Ailleboust, avocat à Autun, conseiller de l'Auxois, marié deux fois : la première, avant 1580, à Marie Genevois, et la seconde, après 1594, à Suzanne Hotman. C'est de lui que descendent les d'Ailleboust du Canada, dont les deux Louis d'Ailleboust, un ayant été gouverneur de la Nouvelle-France.

Il devient vraisemblablement seigneur de Collonge-la-Madeleine par sa mère qui, devenue veuve en 1553, est qualifiée dans un acte de vente de Dame de Messey et de Collonge-la-Madeleine. C'est Antoine Pigenat, son gendre, qui sera qualifié de seigneur de ce lieu en 1622.
Il meurt entre 1594 et 1602.

## Domaines
- Seigneurie de Collonge-la-Madeleine.